# バアオ湖
バアオ湖はフィリピンビコル地方南カマリネス州バアオにある水深の浅い淡水湖。イリガ山のふもとにある。
表面面積は177ヘクタール (1.77 km2)あるが水深は平均で1m程度である。いくつかの川が流れ込むが、一番重要なものはブヒ湖から流れてくるタバオ川である。。湖の水はビコル川に流れ出し、サン・ミゲル湾に向かう。夏季の3月から5月ごろ、表面面積は3分の1程度、60 ha (0.60 km2)ほどに小さくなる。

## 注
1. 1 2  “Lake Baao”.   ARCBC.ORG. 2008年12月1日時点のオリジナルよりアーカイブ。2008年10月15日閲覧。
2. ↑  “Official Website of the Municipality of Buhi, Camarines Sur”.   Municipality of Buhi, Camarines Sur. 2007年8月14日時点のオリジナルよりアーカイブ。2008年10月15日閲覧。